# Саки (племена)

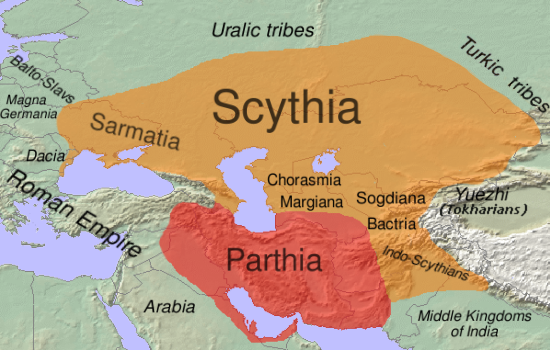
Средняя Азия в 170 году до н. э.: Скифия, Маргиана, Парфия, Согдиана, Хорасмия

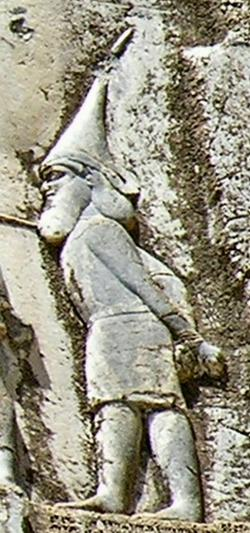
Царь саков-тиграхауда Скунха. Рельеф Бехистунской надписи Дария I, VI век до н. э.

Са́ки (др.-перс. 𐎿𐎣𐎠 (s-k-a /Sakā/), др.-греч. Σάκαι (/sá.kɛ/), лат. Sacae ([ˈs̠äkäe̯]), грабар սագճիկ (sagčik)) — собирательное название группы ираноязычных кочевых и полукочевых племён I тыс. до н. э. — первых веков нашей эры в античных источниках.
Название восходит к скифскому слову saka — ‘олень’ (ср. осет. sag 'олень'). И древними авторами, и современными исследователями саки, наряду с массагетами, считаются восточными ветвями скифских народов. В ахеменидских надписях «саками» называются все скифы. Саки считаются потомками носителей древностей: срубной и алакульского варианта андроновской культур. Именно на основе андроновского антропологического типа формируется сакское население Средней Азии. Таким образом, антропологические данные, подтверждают заключение о преемственности культуры ираноязычных саков и савроматов с андроновской, полученное ретроспективным методом.

## Группы

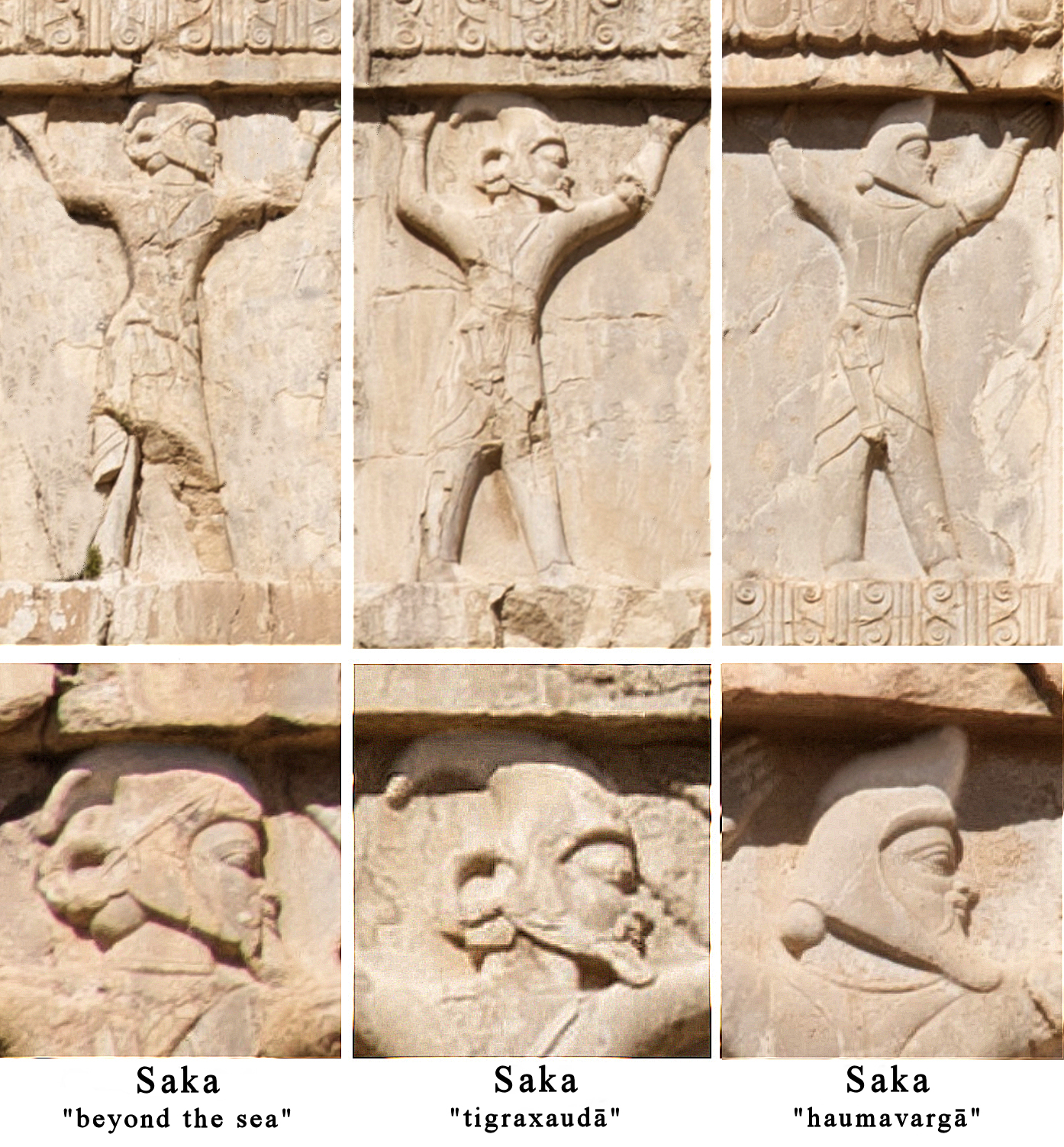
В древнеперсидских надписях отмечены три группы саков: саки-парадарайя, «которые за морем (за рекой)» предположительно между греками и фракийцами на западной стороне Чёрного моря), саки-тиграхауда («в остроконечных шапках»), саки-хаумаварга («варящие хаому — дурманящий напиток»). Солдаты Ахеменидской армии, деталь гробницы Ксеркс I, около 480 г. до н. э.

Упоминаются у Геродота. В древнеперсидских надписях отмечены три группы саков:
- саки-хаумаварга, «варящие хаому — дурманящий напиток», населявшие долину реки Мургаб (у Геродота и античных авторов — амюргии);
- саки-тиграхауда, «в остроконечных шапках» (в Бехистунской надписи Дария I[26]), проживавшие в предгорьях Тянь-Шаня (часто отождествляются с массагетами античных авторов); их восточноиранский язык сохранился в Хотанском оазисе до уйгурского вторжения в XI в.
- саки-парадарайя, «которые за морем (за рекой)»

Другие группы:
- саки-парасугудам, «за Согдианой», которые проживали в бассейне Аральского моря в низовьях Сырдарьи и Амударьи.[27]
- аримаспы, стерегущие золото грифов, расположившиеся на Алтае и в Восточном Казахстане. Некоторые названия сакских родов всё же сохранились в истории: массагеты, даи (дахи, даки, даги), апасиаки, парны, кангхи и другие.
- исседоны
- массагеты

В древнеперсидских источниках саков называли «могучими мужами», а иранские — «турами с быстрыми конями». В пехлевийских источниках под могучими мужами понимаются уже белуджские племена. Благодаря сходству со скифами древнегреческие авторы называли саков «азиатскими скифами».

## Общие сведения
Страбон в своей «Географии» приводит слова Херила (V век до н. э.) о саках, ссылаясь на Эфора:

«Саки, пасущие агнцев, рождением — скифы. Живут же в Азии хлебом обильной. Хотя и номадов потомки, но непорочных людей…»
И Эфор, называя Анахарсиса мудрым, говорит, что он принадлежал к этому племени и считался одним из Семи Мудрецов за безупречную моральную чистоту и разум.

### Сакские языки. Образ жизни саков и материальная культура

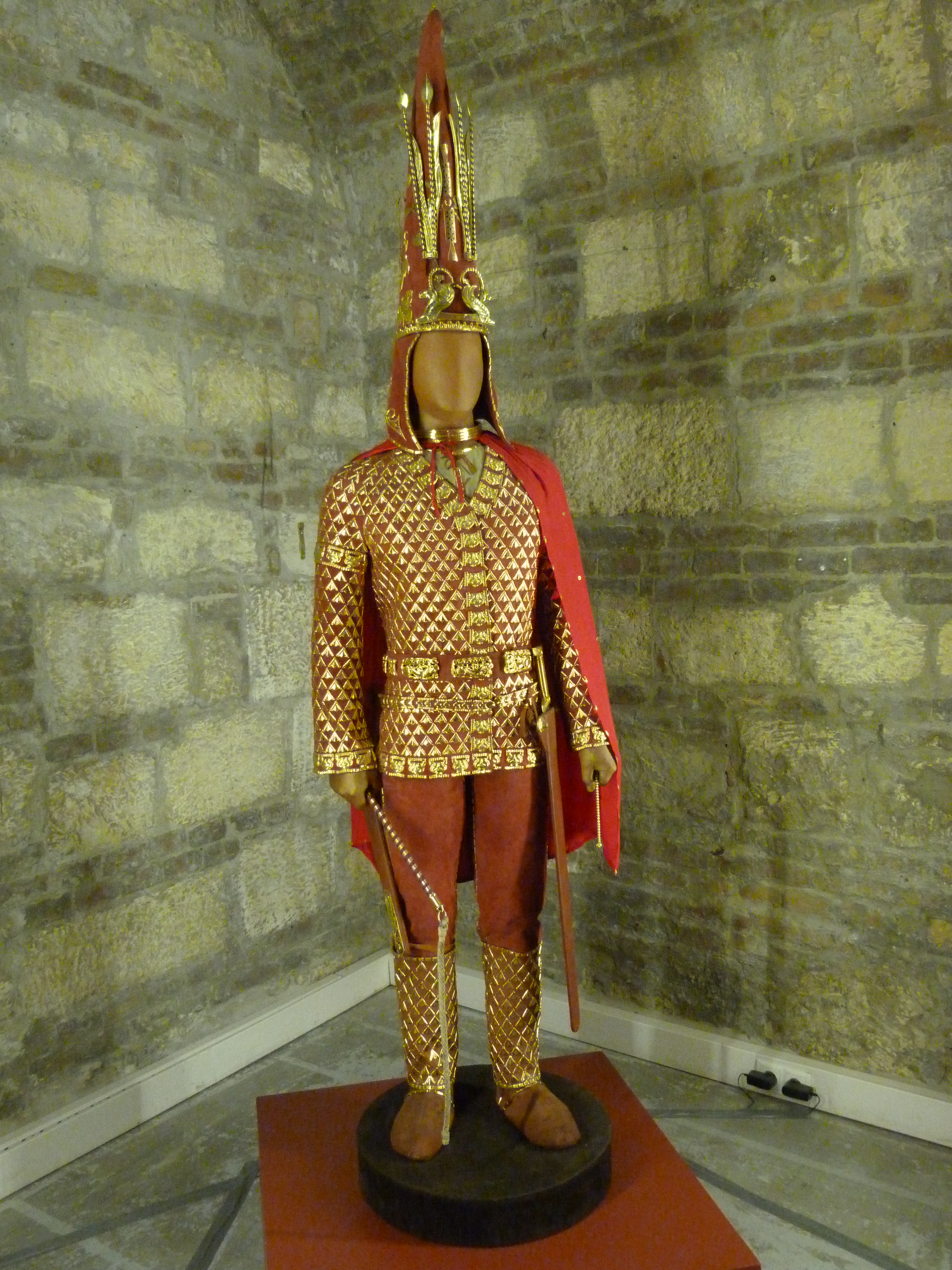
Иссыкский золотой человек. Парадный доспех сакского/-ой царя/-ицы из золотой чешуи на кожаной основе, являющийся стилизованным доспехом катафрактия, найден в Иссыкском кургане, Казахстан

Сакские языки и диалекты, распространенные в древности на очень большой территории, представлены в настоящее время в Средней Азии памирскими языками (шугнано-рушанская группа, язгулямский, ваханский, ишкашимский). Памятником, фиксирующим речь древних среднеазиатских сакских племен, сохранился сакский язык (тон-тони).[что?] Источники перечисляют лишь названия некоторых племен и племенных групп «саки с остроконечными шапками», «саки-хаумаварга». «саки, которые за Согдом», массагеты, дахи, со 11 в. до н. э-тохары. Образ жизни саков и материальная культура (по материалам захоронений) очень близки к скифским, ювелирные изделия погребений выполнены в скифском «зверином стиле». В современной научной литературе к сакам относят ираноязычные племена Приаралья, северных и восточных районов Средней Азии, Казахстана и южной Сибири, отличая их от близких по культуре массагетов и скифов Северного Причерноморья. В отличие от скифов Северного Причерноморья материальная культура саков и массагетов не несёт следов эллинского влияния, поэтому иногда употребляют термин «культуры сако-массагетского круга».
Образ жизни саков был оседло-кочевой. В степях Западного и отчасти Центрального Казахстана встречалось кочевое скотоводство. В степных и полустепных районах Западного и Южного Казахстана у саков развивалось верблюдоводство. Верблюд использовался как вьючное животное. Меньшую роль в хозяйстве саков играл крупный рогатый скот. На юге Казахстана в долине Сыр-Дарьи развивалось земледелие.
В VII—III веках до н. э. сакские племена объединились в союзы. Во главе этих союзов стояли верховные вожди. Их называли царями. Цари избирались советом вождей. Государственные дела обсуждались на народном собрании. Царь распределял между родами и племенами пастбища и другие земельные угодья.
Сакские женщины пользовались равными правами с мужчинами. Представительницы древней Греции, а позднее Рима в этом смысле обладали гораздо большими свободами и раскрепощённостью. Положение женщины в обществе саков можно определить как нечто среднее между понятиями восточная женщина и западная. Известно также имя царицы Зарины. Так же известно о массагетской царице Томирис, которая властвовала после смерти мужа. В сакском обществе выделялись четыре группы населения: воины, жрецы, земледельцы, скотоводы. Каждому сословию соответствовали свои традиционные цвета: воинам — красный, жрецам — белый, земледельцам-жёлтый, скотоводам- синий. Из сословия воинов происходили вожди и цари. Царь считался посредником между небом и землёй.
Царь проводил первую борозду на весенней пахоте, что демонстрировало его связь с народом. Войны были выгодны для племенных вождей. Пленных превращали в рабов и использовали в домашнем хозяйстве. Тип общества саков — военная демократия.
Самое большое количество курганных могильников саков сосредоточено в районах зимних пастбищ, в местах, которыми древние скотоводы особенно дорожили. Саки имели торговые связи с народами Алтая, Сибири, Европы, Востока. В середине 1 тысячелетия до. н. э. стал функционировать «степной путь», протянувшийся из Причерноморья к берегам Дона, затем в земли савроматов в Южное Приуралье, к Иртышу и, далее, на Алтай, в страну агрипеев, населявших район Верхнего Иртыша и о. Зайсан. По этому пути распространяли шелк, меха и шкуры, иранские ковры, изделия из драгоценных металлов. В распространении драгоценных шелков участвовали кочевые племена саков и скифов, через посредство которых диковинный для того времени товар попадал в Центральную Азию и Средиземноморье.

## Скотоводство
Основным видом хозяйства саков было скотоводство в сочетании с земледелием. Развивались три основных направления скотоводства:
1. коневодство
2. овцеводство
3. верблюдоводство

| №  | Виды                     | Основные районы развития | Особенности                                                                                           |
| -- | ------------------------ | --- | --- |
| 1. | Кочевое скотоводство     | В степях Западного и отчасти Центрального Казахстана                                                                                   | Характерно круглогодичное кочевание: кыстау (зимой), жайлау (летом), коктеу (весной), куздеу (осенью) |
| 2. | полукочевое скотоводство | В степях восточного и северного Казахстана, Жетысу (каз. семь рек), ряде районов Центрального Казахстана, у подножия Тянь-Шаньских гор | наличие постоянных зимних и летних стоянок                                                            |
| 3. | Оседлое скотоводство     | На юге Казахстана, долинах рек Сырдарьи, Чу, Талас и Келеса                                                                            | Развитие в сочетании с земледелием                                                                    |

### Коневодство
По костным материалам, найденным в ходе археологических раскопок в центральном Казахстане, были установлены два вида лошадей:
- низкорослая толстоногая, с массивной головой и туловищем;
- рослая, стройная, которую использовали под седло вооруженные всадники

### Овцеводство
Важную роль в скотоводстве играли овцы, дававшие мясо, шерсть, шкуры. Были распространены крупные овцы, близкие к современной породе курдючных овец.

### Верблюдоводство
Было развито в степных и полупустынных районах Казахстана. Верблюдов использовали как верховое и вьючное животное. Они давали шерсть, мясо и молоко.

## История

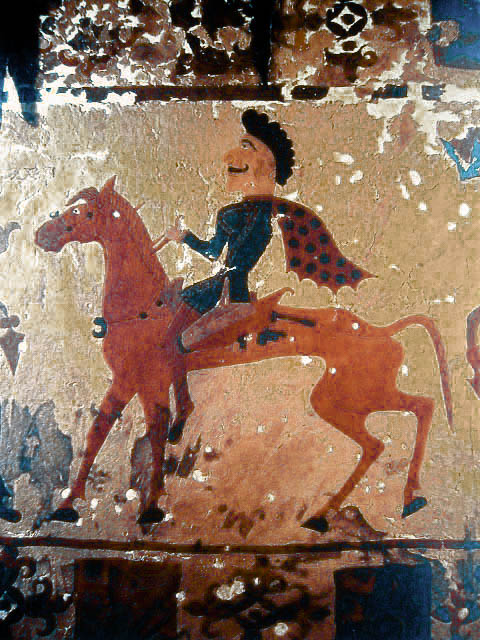
Сакский (скифский) всадник из Пазырыка в Центральной Азии, около 300 г. до н. э.

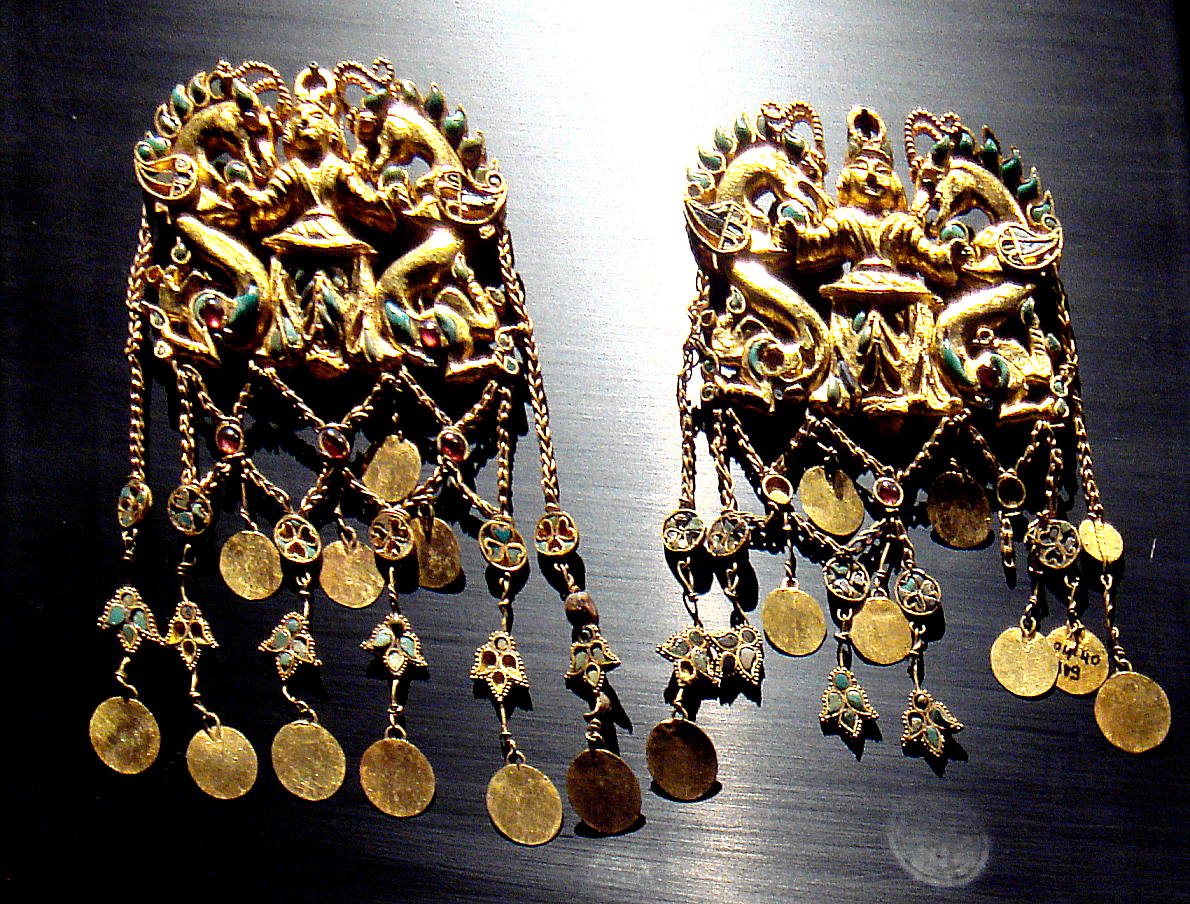
Золотые серьги в скифском стиле из погребения Тилля-тепе, Бактрия (совр. Афганистан)

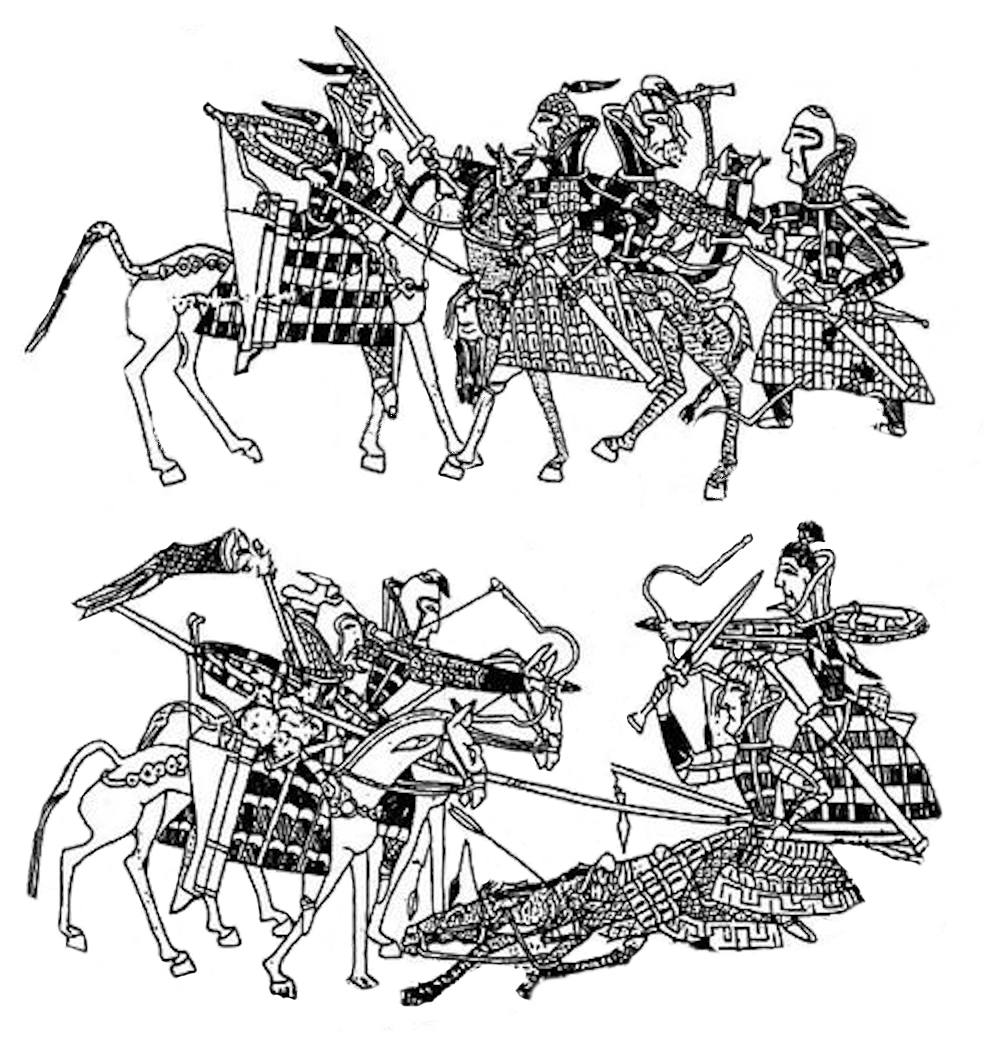
Батальная сцена на орлатских пластинах. I век н. э.

На рубеже VI и V веков до н. э. часть сакских племён (греч. Σάκαι) была покорена персидскими царями династии Ахеменидов, став их вассалами. Эта группа саков платила им подати и поставляла воинов, завоевание саков описано в Бехистунской надписи Дария I. Саки в составе персидской армии участвовали в греко-персидских войнах, в частности, в битве при Марафоне.
После завоевания Персидской империи Александром Македонским, одна из групп сакских племён вторглась в пределы сатрапии Селевкидов Парфиены (III век до н. э.) и сыграла значительную роль в образовании Парфянского царства: вождь племени парнов Аршак стал основателем парфянской династии Аршакидов.
Часть племён саков вторглась в Дрангиану и заняла её, дав ей название Сакастан (Страна саков, у Страбона лат. Sacasene — современный Систан на территориях Ирана и Афганистана).

Долго путешествовавший по территории Систана и Белуджистана британский офицер на службе у генерал-губернатора Индии Роберт Сандеман писал:

«Быстро уменьшающиеся племена Саджидов (Sajittae) и Сака (Sacae) являются другими из более древних рас Белуджистана легко узнаваемых в классической географии».Оригинальный текст (англ.)The fast-diminishing Sajidis (Sajittae) and Saka (Sacae) are others of the more ancient races of Baluchistan easily recognizable in classical geography— Encyclopædia Britannica
Сака (сакхани, сахакан, саджиди) — три или тринадцать из шестисот племён белуджей. Присутствие племени саков среди белуджских племён объясняется тем, что происходили миграции племён на территории Систана и Белуджистана.
Страбон достаточно подробно описывает набеги саков, сообщая, среди прочего, что они добирались даже до Каппадокии и что жители Зелы учредили и ежегодно отмечают особый праздник — Сакею (лат. Sacaea) в честь отражения одного из таких набегов.
Переселение саков (в китайских источниках эти племена называются племенами сэ) было частью перемещения кочевых народов, запущенного вытеснением юэчжей племенем сюнну (хунну) около 175 года до н. э. Саки, вынужденные покинуть бассейн реки Или, двинулись на Фергану и Согдиану. Около 145 года до н. э. они вторглись в Греко-бактрийское царство и сожгли Александрию Оксианскую. При продвижении на юг саки в середине II в. до н. э. заселили южные области современного Афганистана — так называемый Сакастан.
В конце II — первой половине I века до н. э. племена саков проникли в Северо-Западную Индию, образовав в середине I века до н. э. ряд индо-сакских государств. Одним из самых известных индо-сакских правителей был царь Май, под властью которого находились Гандхара, долина Свата и, возможно, часть Кашмира. Его преемник Аз расширил свои владения и титуловал себя, аналогично правителям Парфии, «великим царём царей». Около 60 года до н. э. индо-скифы взяли крупнейший город тогдашней Индии — Матхуру. На востоке их набеги доходили до Паталипутры, и к 10 году до н. э. под их напором пало Индо-греческое царство.
В I веке нашей эры саков в Индии стали вытеснять на юг двигавшиеся с севера кушаны — ветвь племени юэчжей. Последний этап скифского присутствия в Индии представляет династия Западных Кшатрапов, царствовавшая на западе Деккана со 110 по 395 год. Их столицей служил священный для индусов город Уджайн. На исходе IV века конец власти Западных Кшатрапов в Деккане положил своими завоевательными походами Чандрагупта II из династии Гуптов, убивший последнего сакского правителя Рудрасимху III.

## Саки в древнеиндийской литературе
Индо-скифские племена в Индии именовались «шака», как вариант индийского наименования сака. Шаки упоминаются во множестве текстов: «Пураны», «Ману-смрити», «Рамаяна», «Махабхарата», «Махабхашья» Патанджали, «Брихат-Самхита» Варахи Михиры, «Кавьямиманса», «Брихат-Ката-Маньяри», «Ката-Саритсагара» и других древних текстах. Термин «шака» используется как собирательное наименование воинственных племен северо-запада. Некоторые источники[уточнить] приписывают сакское происхождение Будде Гаутаме, его отец принадлежал к касте кшатриев. Титул Шакьямуни означает «мудрейший из шакья». Но, возможно, что это одно из заблуждений.

### «Выродившиеся» кшатрии с северо-запада
В «Манусмрити», написанной около 200 г., племена шака вместе с яванами, камбоджами, парадасами, пахлавами, киратасами и дарадасами упоминаются как «выродившиеся воины» или кшатрии. В «Анушассанапарва», одной из книг «Махабхараты», говорится о шака, камбоджах и яванах в том же качестве. Патанджали в «Махабхашье» определяет племена шака и явана как шудр.
Вартика в своей «Катьяяне» перечисляет царей шака, шарасами, сабарасми, барасами и др. и описывает их как варварские племена Уттарапаты. В другой версии те же эпические народы шаки, камбоджи и кашасы упоминаются как племена из Удичьи, то есть с севера. Кроме этого, «Кишкинда Канда» «Рамаяны» относит местопребывание шака, камбоджей, яванов и парадов к самому северо-западу за Химават (Xимават или Химаван — древнее название горной цепи Гималаи). Область северо-западнее Гималаев, расположена на территории совр. Пакистана, и с древних времён известна под названием Семиречье (Sapta Sindhu). Северо-западными границами области являются горы Гиндукуш, с востока плодородные равнинные районы Семиречья и Пятиречья ведийского защищают гималайские хребты.

## Археологические памятники
Из хорошо известных памятников — могильники Тагискен и Уйгарак, Бурундай, Иссык, Шиликтинские курганы, Бесшатырский курган; в погребальной камере кургана Иссык было обнаружено, вместе с множеством других предметов, свыше четырёх тысяч изделий из золота, а также богатое облачение «Золотого человека».

## Палеогенетика и антропология

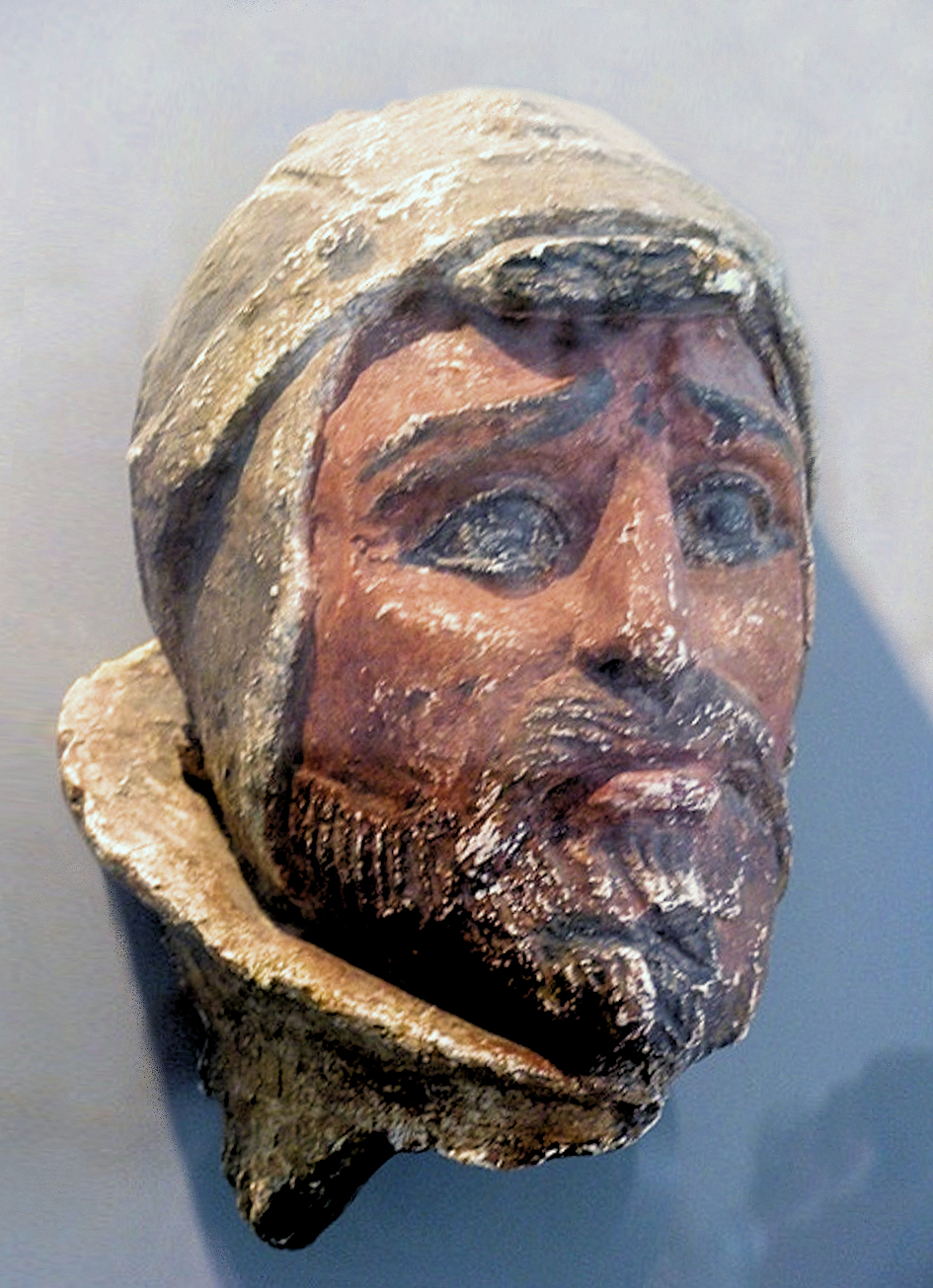
Голова сакского воина, как побеждённого врага юэчжей, из Халчаяна, I век до н. э.

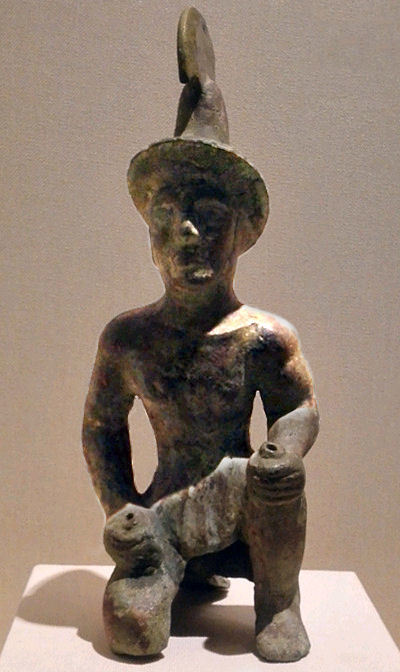
Статуэтка сакской культуры в Синьцзяне, из захоронения III века до н. э. к северу от Тянь-Шаня, Музей Синьцзян-Уйгурского автономного района, Урумчи

У саков, проживающих в центральной Азии, обнаружена Y-хромосомная гаплогруппа R1a (YP1456, Z2125), у одного E-Y31991, у троих тяньшанских саков была обнаружена Y-хромосомная гаплогруппа J2a(Y13534, Z7706), у двух — R-Z2125 и ещё у двух — Q-L330.
Для азиатского степного населения в сакское время была характерна мезобрахикранность, с крупным лицевым отделом, с умеренным выступанием носовых костей и ослаблением горизонтальной профилировки. Впоследствии на основе этих комплексов сложится южносибирская раса.

## Сакские топонимы
- Азербайджан: Шеки — город[56]. Сакасена — историческая область на территории современного Азербайджана[57][58].
- / Иран/Афганистан: Систан (Сеистан, Сакастан)[59].
- Таджикистан: Шугнан (Сакнан, Шикинон)[60][61] (шугн. Xuɣ̆nůn), Ишкашим (ишк. Шькошьм) — По мнению Т. Н. Пахалиной, топоним имеет индоарийское происхождение и восходит к индоар. *sakā-kšam-, где первая часть может быть истолкована либо как название страны, где жило племя саков (ср. авест. sakā — название страны и народа), либо как название племени саков, а вторую часть можно сопоставить с др.-инд. *kšm- «земля, страна» и с производным от него современным индоарийским kšama «земля». В таком случае в целом слово *sakā-kšam-, очевидно, означало «страна саков», «Скифия»[62].
- / Россия/Украина: Саки[63]. На западной окраине — остатки скифского и греческого укрепления Кара-Тобе.
- Туркменистан: Лебапский велаят: Сакар — город в Саятском этрапе; Сакарчарлак — аул в Чарджевском этрапе; Сакаргала — крепость в Керкинском этрапе; Марыйский велаят: Сакарчага — город в Сакарчагинском этрапе; Сакараджы — колодец в Байрамалинском этрапе; Ахалский велаят: аул Сакарчага; Балканский велаят: Сакгар — аул в Махтумкулийском этрапе; гора Сакгая[64].

## Потомки саков
Саки наряду с другими историческими иранскими народами, являются одними из предков таджиков. Часть саков вошла в состав современных туркмен, среди которых сохранились следующие этнографические подразделения сакского происхождения: сакар, сакарджа, сакарлы, сакарчарлак, сакгар, сакы .